# Wang Hao (tuffatrice)
Wang Hao (汪皓S,  Wāng HàoP; 26 dicembre 1992) è una tuffatrice cinese.

## Biografia
Ha vinto la medaglia d'oro olimpica nei tuffi alle Olimpiadi 2012 tenutesi a Londra, in particolare nella gara di piattaforma 10 metri sincro femminile, in cui ha gareggiato assieme a Chen Ruolin.
Ai campionati mondiali di nuoto 2011 ha conquistato la medaglia d'oro nella piattaforma 10 metri sincro. Inoltre, tra gli altri premi, ha vinto una medaglia d'oro (10 metri sincro) e una d'argento (10 metri) ai giochi asiatici 2010.